# TF-5 (Spanje)
De Autopista TF-5 is een Spaanse autosnelweg. De weg verbindt het noordelijke gedeelte van het eiland met de hoofdstad Santa Cruz de Tenerife, via de noordkust van het Canarische eiland Tenerife, de weg wordt vandaar ook wel de Autopista del norte de Tenerife genoemd. De weg begint bij Santa Cruz de Tenerife. Hij eindigt bij El Tanque waar de weg uitkomt op de TF-82 tussen Icod de los Vinos en Adeje.
Tussen Puerto de la Cruz en El Tanque is het geen snelweg meer maar een tweebaansweg.

## Belangrijkste plaatsen langs de weg
- Santa Cruz de Tenerife
- San Cristóbal de La Laguna
- Tacoronte
- Puerto de la Cruz
- Icod de los Vinos
- El Tanque